# Худд, Рони
Рони Худд (фин. Roni Hudd; род. 20 января 2005, Финляндия) — финский футболист, нападающий клуба ВПС.

## Клубная карьера
Худд — воспитанник клуба ВПС. 18 июня 2022 года в матче против ХИФК он дебютировал в Вейккауслиге. В этом же поединке Рони забил свой первый гол за ВПС. В апреле 2023 года продлил контракт с «Ваасан Паллосеура» до конца сезона 2024 года.

## Международная карьера
Худд принимал участие в составе национальных сборных Финляндии в различных возрастных группах, включая команды до 15, до 17, до 18, до 19 лет и  до 21 года. За сборную Финляндии до 21 года дебютировал 7 сентября 2023 года против сборной Исландии до 21 года.

## Статистика
| Выступление      | Выступление      | Выступление      | Лига | Лига | Кубок | Кубок | Итого | Итого |
| Клуб             | Лига             | Сезон            | Игры | Голы | Игры  | Голы  | Игры  | Голы  |
| ---------------- | ---------------- | ---------------- | ---- | ---- | ----- | ----- | ----- | ----- |
| ВПС              | Вейккауслига     | 2022             | 18   | 2    | 2     | 0     | 20    | 2     |
| ВПС              | Вейккауслига     | 2023             | 22   | 3    | 5     | 0     | 27    | 3     |
| ВПС              | Итого            | Итого            | 40   | 5    | 7     | 0     | 47    | 5     |
| Всего за карьеру | Всего за карьеру | Всего за карьеру | 40   | 5    | 7     | 0     | 47    | 5     |